# زلاتان مسلموفيتش

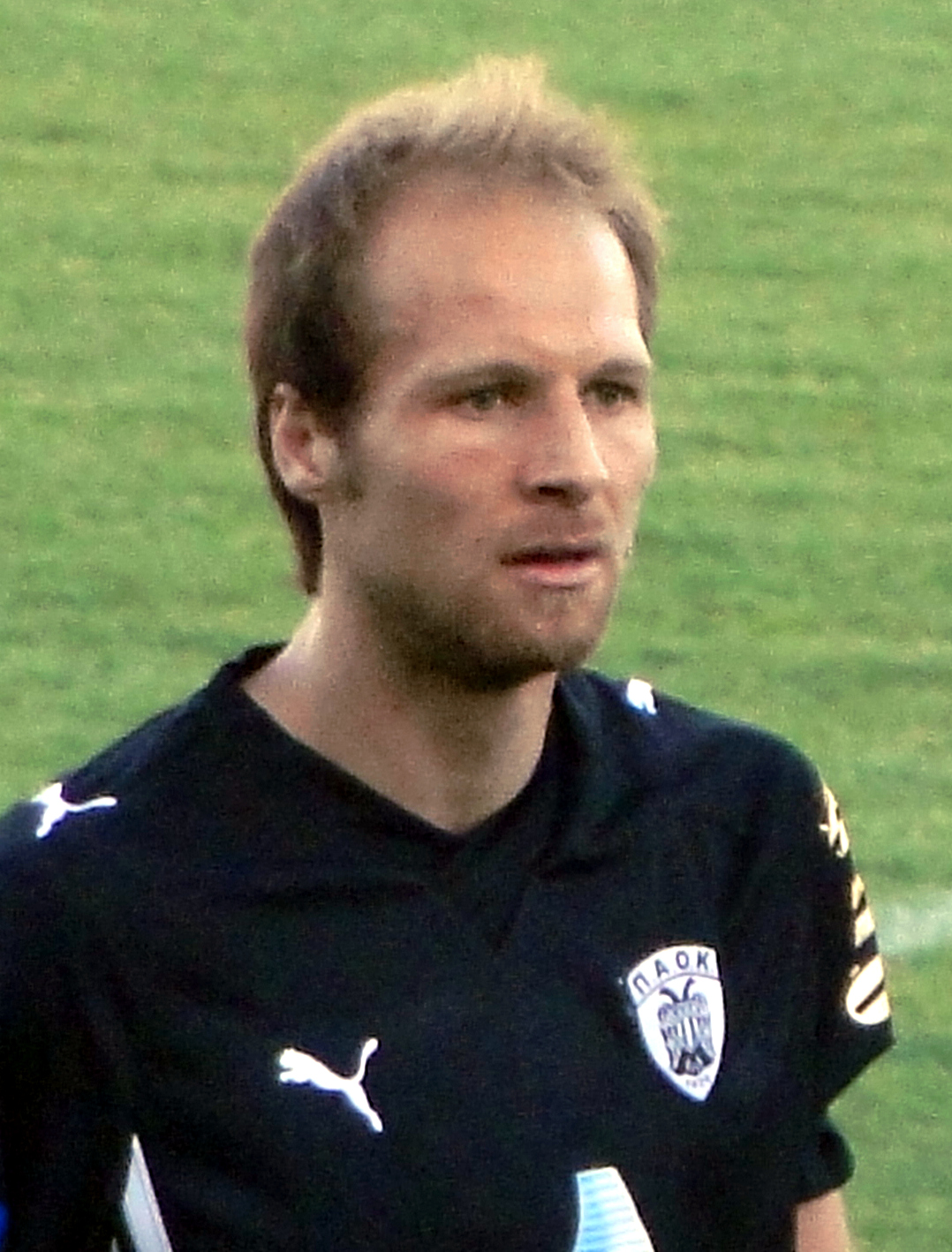

زلاتان مسلموفيتش (بالبوسنوية: Zlatan Muslimović) (مواليد 6 مارس 1981 في بانيا لوكا) لاعب كرة قدم بوسني دولي يجيد اللعب في خط الهجوم . يلعب حاليا لصالح نادي باوك اليوناني منذ 2008 .

## روابط خارجية
- زلاتان مسلموفيتش على موقع الاتحاد الأوربي (الإنجليزية)
- زلاتان مسلموفيتش على موقع قاعدة بيانات كرة القدم.إي يو (الإنجليزية)
- زلاتان مسلموفيتش على موقع ناشيونال فوتبول تيمز (الإنجليزية)
- زلاتان مسلموفيتش على موقع Soccerway.com (الإنجليزية)
- زلاتان مسلموفيتش على موقع عالم كرة القدم.نت (الإنجليزية)